# 白鳥哲
白鳥 哲（しらとり てつ、1972年3月21日 - ）は、日本の声優、俳優、映画監督。東京都台東区浅草橋出身。大沢事務所所属。

## 人物
東京都台東区浅草橋で育つ。祖父の代から3代続く江戸っ子。
趣味はプラモデルで、『ブレンパワード』の勇の役を演じていたときはブレンのプラモデルにさわり、自分が動かしている感覚を掴んだ。特技は英会話、手品。小学2年生の時に映画『スター・ウォーズ』を観て「僕もこんな風に想像の世界を映像にしたい」と憧れる。小学4年生からお小遣いをためて買った8ミリフィルムで映画を製作し、中学生の時に映画監督になりたいと考えており、映画監督としても活動している。
白鳥自身は内気で人前で喋ることは苦手であり、大学時代に自分は表現をすることが苦手だということに気付いて、克服しようと1993年より文学座に入り、1998年座員に昇格。文学座の俳優として在籍し、2006年11月より大沢事務所に移籍。明治学院中学校及び明治学院東村山高等学校を経て、明治学院大学国際学部国際学科卒業。
父は製造業で、チャックを作る会社であり、YKKの代理店をしている。

### 声優業
富野由悠季監督のテレビアニメ『ブレンパワード』の主人公、伊佐未勇役で声優デビュー。以来悩み多き思春期の少年の役が多くなるが、個性の強い悪役や不良少年の役、ケレン味の強い役柄なども演じている。
『ブレンパワード』の初期のころの収録では、舞台の要領であらかじめ台詞を覚え、台本無しで演技に臨んだ。
SFアニメに出演することも多く、テレビアニメ『無限のリヴァイアス』（相葉昴治役）に出演した。

### 俳優・映画監督業
1994年に『十時半睡事件帖』ゲスト主役でテレビドラマに初主演する。以来、NHK連続テレビ『レイコの歯医者さん』、『昨日の敵は今日の友』レギュラー出演などテレビドラマを中心に活動し始める。舞台『あ?!それが問題だ』（作・演出江守徹、サンシャイン劇場）では、文学座の新人クラスとしては異例の主役・ハムレット役に大抜擢される。
出演映画『Pandora!』（伊藤太一監督）では工藤夕貴の相手役に抜擢され、映画『日本の黒い夏』（熊井啓監督）では中井貴一の部下役で映画俳優として注目される。
1998年頃に映画制作に本格的に取り組むようになり、監督映画『ストーンエイジ』は、その独特なテーマ性、黒田勇樹、佐藤藍子、柴田理恵などの俳優を起用した本格的な作品となっており、各界から高く評価されている。2006年劇場ロードショーされ、雑誌「ぴあ」で観客投票10位。ベストシネマ賞2006年度上半期19位にランキングされたり、さらにハリウッドでも上映され海外でも高く評価された。
映画プロデュース作品『VOiCE』は、『ストーンエイジ』の姉妹作品となる映画。監督は河田秀二。同じ製作チームをひきつぎながら、主な俳優には新人を起用、主演も務めた意欲作。ゆっくりしたペースで心の動きをじっくりと描いた。
監督映画『魂の教育』は、右脳開発の第一人者七田眞を追ったドキュメンタリー映画である。2008年11月から渋谷アップリンクにて劇場公開された。
監督映画『不食の時代 〜愛と慈悲の少食〜』は一日青汁一杯で生活し続けている森美智代を取り上げ、「食」を見つめ直すドキュメンタリー映画。回想ドラマ主演にタレントの山田まりやが起用されている。2010年10月東京、大阪で劇場公開。上記の『ストーンエイジ』『魂の教育』『不食の時代』の3作を「"映像の伝道師"白鳥哲の3部作」と名付けている。
監督映画『祈り〜サムシンググレートとの対話〜』は、筑波大学名誉教授の村上和雄博士を取り上げ、「祈り」を含めた心の働きが遺伝子に影響を与えることを表現している。村上と共に、ホリスティック医学の権威ディーパック・チョプラ博士、細胞生物学者ブルース・リプトン教授、祈りを含めた意識研究を科学雑誌に発表し続けているジャーナリストのリン・マクタガートなどが登場し、「祈り」を含めた意識研究の最先端を明らかにしている。2012年9月から渋谷アップリンクほか全国公開。この作品は、ニューヨーク・マンハッタン国際映画祭グランプリ、カルフォルニア・フィルムアワード金賞受賞、インドネシア国際平和平等映画祭優秀賞、マルベーリャ国際映画祭、インドネシア国際映画祭入賞し、世界各地で高い評価を受けている。
2015年には、自身が監督を務めた映画『蘇生』が、公開された。

## 出演（声優）
太字はメインキャラクター。

### テレビアニメ
1998年
- ブレンパワード（伊佐未勇）

1999年
- 無限のリヴァイアス（1999年 - 2000年、相葉昴治）

2000年
- 週刊ストーリーランド（ヒロシ）
- ブギーポップは笑わない Boogiepop Phantom（真田康）

2001年
- スクライド（無常矜侍）

2002年
- 機動戦士ガンダムSEED（サイ・アーガイル）
- 最終兵器彼女（アツシ）

2003年
- WOLF'S RAIN（奪還隊A）
- OVERMANキングゲイナー（鉄道隊員A）
- TEXHNOLYZE（クラースの使者）
- 鋼の錬金術師（2003年 - 2004年、ケイン・フュリー）

2004年
- 巌窟王（ボーシャン）
- 機動戦士ガンダムSEED DESTINY（ナレーション）※特別版「EDITED」のみ

2005年
- ガン×ソード（研究員）
- フルメタル・パニック! The Second Raid（ウー）

2006年
- 金色のコルダ〜primo passo〜（審査員）
- コードギアス 反逆のルルーシュ（2006年 - 2008年、ロイド・アスプルンド）- 2シリーズ
- 奏光のストレイン（セディ）
- 名探偵コナン（2006年 - 2011年、大崎、国末の友人、澤南一郎）

2007年
- 神曲奏界ポリフォニカ（ヨキオ・レニーオ）
- 精霊の守り人（米問屋の若旦那）
- 東京魔人學園剣風帖 龖 第弐幕（アンジー、荻窪、六耳彌喉）
- BLUE DRAGON（2007年 - 2008年、デスロイ）- 2シリーズ

2008年
- 機動戦士ガンダム00（アンドレイ・スミルノフ）
- 銀魂（亀梨）
- CLANNAD 〜AFTER STORY〜（社員）
- スレイヤーズREVOLUTION（魔道士）
- ミチコとハッチン

2009年
- 鋼の錬金術師 FULLMETAL ALCHEMIST（2009年 - 2010年、グラトニー、イシュヴァール人、ラッシュバレー市民）

2010年
- いちばんうしろの大魔王（ヤタガラス）

2011年
- FAIRY TAIL（2011年 - 2019年、ザンクロウ）- 3シリーズ
- フジログ（タカハシ 他）
- ブレイド（タナカ）
- ポケットモンスター ベストウイッシュ（ボビー）

2012年
- エリアの騎士（レオナルド・シルバ）
- 境界線上のホライゾンII（フェリペ・セグンド）

2014年
- それでも世界は美しい（デコンス）

2016年
- アクティヴレイド -機動強襲室第八係-（小野寺）
- クレヨンしんちゃん（河瀬増三）
- タイムボカン24（今川義元）

2017年
- デジモンユニバース アプリモンスターズ（フェイクモン）

2018年
- フルメタル・パニック! Invisible Victory（ウー）
- Free!-Dive to the Future-（栗宮紺）

2019年
- ゲゲゲの鬼太郎（第6作）（お内裏、死神）

2022年
- デジモンゴーストゲーム（エクスティラノモン）
- 転生したら剣でした（ギュラン）

2024年
- 逃走中 グレートミッション（ホルス神）

### 劇場アニメ
- 劇場版 鋼の錬金術師 シャンバラを征く者（2005年、ケイン・フュリー）
- ゲド戦記（2006年、船員）
- 劇場版 機動戦士ガンダム00 -A wakening of the Trailblazer-（2010年、アンドレイ・スミルノフ[24]）
- 劇場版 戦国BASARA -The Last Party-（2011年、最上義光[25]）
- スクライド オルタレイション TAO（2011年、無常矜侍）
- スクライド オルタレイション QUAN（2012年、無常矜侍）
- ひるね姫 〜知らないワタシの物語〜（2017年、イワサキ）
- コードギアス 反逆のルルーシュ I - III（2017年 - 2018年、ロイド・アスプルンド） - 3部作
- コードギアス 復活のルルーシュ（2019年、ロイド・アスプルンド[26]）
- 鬼太郎誕生 ゲゲゲの謎（2023年、龍賀時貞[27]）

### OVA
- 無限のリヴァイアス Light（2000年、相葉昴治）
- キノの旅 〜とっておきの話〜（2003年、男）
- 装甲騎兵ボトムズ Case;IRVINE（2011年、シラフ）
- コードギアス 反逆のルルーシュ ナナリーinワンダーランド（2012年、ロイド・アスプルンド）

### Webアニメ
- 埼玉県在住、フジヤマオサム、33歳、無職（ニート）。 〜フジログ入門編〜（2011年、タカハシ 他）
- 虫籠のカガステル（2020年、商区長[28]）
- 悪魔くん（2023年、相葉）

### ゲーム
2003年
- 最終兵器彼女（アツシ）
- 第2次スーパーロボット大戦α（伊佐未勇）

2004年
- SDガンダム GGENERATION（2004年 - 2019年、サイ・アーガイル、アンドレイ・スミルノフ） - 5作品
- 機動戦士ガンダムSEED 終わらない明日へ（サイ・アーガイル）
- ペット探偵Y's（日向健）

2005年
- Another Century's Episode（伊佐未勇）
- 機動戦士ガンダムSEED 連合vs.Z.A.F.T.（サイ・アーガイル）
- 機動戦士ガンダムSEED DESTINY GENERATION of C.E.（グゥド・ヴェイア）
- 第3次スーパーロボット大戦α 終焉の銀河へ（サイ・アーガイル）

2006年
- Another Century's Episode 2（伊佐未勇）
- 機動戦士ガンダムSEED DESTINY 連合vs.Z.A.F.T.II PLUS（サイ・アーガイル）

2007年
- Another Century's Episode 3 THE FINAL（伊佐未勇）
- 株トレーダー瞬（蛭田タクヤ）
- 機動戦士ガンダムSEED 連合vs.Z.A.F.T. PORTABLE（サイ・アーガイル）

2008年
- コードギアス 反逆のルルーシュ LOST COLORS（ロイド・アスプルンド）

2009年
- アニーのアトリエ 〜セラ島の錬金術士〜（ビュウ・シュリック）
- 鋼の錬金術師 FULLEMETAL ALCHEMIST 背中を託せし者（グラトニー）

2010年
- Another Century's Episode:R（ロイド・アスプルンド）
- 戦国BASARA3（最上義光）
- 鋼の錬金術師 FULLMETAL ALCHEMIST 約束の日へ（グラトニー）

2011年
- 海賊戦隊ゴーカイジャー あつめて変身!35戦隊!（ヨクバリード）
- 戦国BASARA3 宴（最上義光）

2012年
- 第2次スーパーロボット大戦Z 再世篇（アンドレイ・スミルノフ、ロイド・アスプルンド）
- ヒーローズファンタジア（無常矜侍）
- ファンタシースターオンライン2（レダ、ロジオ、ビア）
- FAIRY TAIL ゼレフ覚醒（ザンクロウ）
- ブレイブリーデフォルト フライングフェアリー（マルメ・コンダ・マヌマット8世）

2013年
- 境界線上のホライゾン PORTABLE（フェリペ・セグンド）
- スーパーロボット大戦Operation Extend（ロイド・アスプルンド）
- スーパーロボット大戦UX（アンドレイ・スミルノフ）
- ブレイブリーデフォルト フォーザ・シークウェル（マルメ・コンダ・マヌマット8世）

2014年
- 戦国BASARA4（最上義光）
- 第3次スーパーロボット大戦Z 時獄篇（アンドレイ・スミルノフ）

2015年
- スーパーロボット大戦BX（アンドレイ・スミルノフ）
- 戦国BASARA4 皇（最上義光）
- ブレイブリーセカンド（マルメ・コンダ・マヌマット8世）

2016年
- ガールフレンド（仮）（悪バスガイド、悪噴火）
- 戦国BASARA 真田幸村伝（最上義光）

2018年
- フルメタル・パニック！ 戦うフー・デアーズ・ウィンズ（ウー）
- JUDGE EYES:死神の遺言（服部耕）

2021年
- コードギアス Genesic Re;CODE（ロイド・アスプルンド）

2022年
- 共闘ことばRPG コトダマン（グラトニー）
- コードギアス 反逆のルルーシュ ロストストーリーズ（2022年 - 2024年、ロイド・アスプルンド）
- 鋼の錬金術師 MOBILE（グラトニー）

2024年
- スーパーロボット大戦DD（アンドレイ・スミルノフ）

### ドラマCD
- G線上の猫（佐野）
- スクライド設定資料集特典ドラマCD（無常矜侍[37]）

### 吹き替え

#### 映画（吹き替え）
- あの頃ペニー・レインと（ウィリアム・ミラー〈パトリック・フュジット〉）
- オースティン・パワーズ ゴールドメンバー（ナンバー・スリー〈フレッド・サベージ〉）
- オルフェ（マイケル）
- 案山子男2/復讐の雄叫び（カール〈デヴィッド・カストロ〉）
- 夏至（ハイ）
- ジーリ（ブライアン〈ジャスティン・バーサ〉）
- ジャッジメント・デイ 地球崩壊（ネイサン〈クリス・プラット〉）
- ムースポート（バラード〈フレッド・サベージ〉）※ソフト版
- ユーロトリップ（ジェイミー〈トラヴィス・ウェスター〉）
- ルール 封印された都市伝説（デイビッド）

#### テレビ
- オールイン 運命の愛（イム・デス〈チョン・ユソク〉）
- 宮廷女官チャングムの誓い（将校）
- コールドケース4 #10（ショーン・クーパー）
- CSI:12 科学捜査班 #20（クライブ・モリス）
- ドーソンズ・クリーク - レギュラー
- トワイライトゾーン（ジョージ）
- バーナビー警部 - 準レギュラー
- ハイスクール・ウルフ - 準レギュラー
- ハイテクサンタがやってきた
- ひまわり（サンシク）
- ふたりはお年ごろ
- ベイウォッチ
- マイケル・ジャクソン 愛と哀しみの真実（マイケル・ジャクソン）
- マイケル・ジャクソン最後の真実（マイケル・ジャクソン）
- マイ・ブラザー・エディ
- 名探偵モンク season3（カール）
- ヤング・スーパーマン（イアン）
- レリックハンター 秘宝を探せ
- ROME［ローマ］（ガイウス・オクタヴィウス〈マックス・パーキス〉）
- ロズウェル - 星の恋人たち

#### アニメ
- 学園パトロール フィルモア（コーネリアス・フィルモア）
- ジャッキー・チェン・アドベンチャー（茶髪男）
- ティーン・タイタンズ シーズン1第7話「入れ替わった2人」（パペットキング）
- ドラゴンブースター（パーモン）
- バイオハザード: ヴェンデッタ（パトリシオ）

### 特撮
- スーパー戦隊シリーズ
  - 海賊戦隊ゴーカイジャー（2011年、ヨクバリードの声）
  - 獣電戦隊キョウリュウジャー（2013年、デーボ・ドロンボスの声）
  - 動物戦隊ジュウオウジャー（2016年、ハルバゴイの声）
  - 宇宙戦隊キュウレンジャー（2017年、インダの声）
  - 快盗戦隊ルパンレンジャーVS警察戦隊パトレンジャー（2018年、エンビィ・チルダの声[38]）
  - 機界戦隊ゼンカイジャー（2021年、ビックリバコワルドの声[39]）

### テレビCM
- アンメルシン
- 静岡銀行
- ふろ水ワンダー
- ファイバーイン
- サッポロビール 生搾り
- クレアラシル
- ニンテンドーDS ゴースト トリック
- ローソンATM
- 木下工務店 指輪をはめたい
- リーボック
- LG Optimus it
- 森永乳業 ビヒダスヨーグルト
- ホンダ・CR-Z
- 花王 キュキュット
- アサヒ飲料 ワンダ 金のラテ

### テレビ番組
- 日本テレビ『人生が変わる1分間の深イイ話』

### ラジオCM
- ホンダ・フィット
- サントリー 缶コーヒーボス
- パーシャル
- 東京電力
- サントリー ウーロン茶

## 出演（俳優）

### テレビドラマ
- 十時半睡事件帖（1994年、NHK）
- レイコの歯医者さん（1996年、NHK） - 谷内健太
- 疾風のように（1999年、NHK） - 木原
- 昨日の敵は今日の友（2000年、NHK） - 末藤
- ラジオが聞こえた日（2000年、NHK） - 主人公 川井アナウンサー
- 山田風太郎 からくり事件帖-警視庁草紙より-（2001年、NHK）
- 藤沢周平の人情しぐれ町（2001年、NHK）
- ビタミンF（2002年、NHK）
- 修善寺温泉殺人事件（2002年、テレビ東京） - 服部幸夫
- だめんず・うぉ〜か〜（2002年、日本テレビ）
- おばさんデカ 桜乙女の事件帖（2003年12月26日、フジテレビ） - マオ・ハイドン
- しあわせギフトお届け人 (2) 青野大洋 杜の都の事件簿（2004年、フジテレビ）
- ハチロー〜母の詩、父の詩〜（2005年、NHK） - 西崎
- 次郎長背負い富士（2006年、NHK） - 小富

### 映画
- パンドラ（1998年） - 工藤夕貴の相手役
- 日本の黒い夏─冤罪（2001年） - 武山記者
- 侵入者（『カフェクリエイターズ』内、「万でした」コーナーで2007年頃まで配信） - 若杉智雄

### 舞台
- あ?!それが問題だ（サンシャイン劇場）
- 怪談牡丹灯籠（三越劇場）
- 愛の森（紀伊国屋ホール）
- 特ダネ狂想曲（紀伊国屋ホール）
- 雨が空から降れば（紀伊国屋ホール）
- クロイツェルソナタ（文学座アトリエ）
- 幽れ窓（文学座アトリエ）
- 家路（三越劇場）
- NEWS NEWS（俳優座劇場）
- ふるあめりかに袖は濡らさじ（三越劇場）
- 缶詰（紀伊国屋サザンシアター）
- 阿蘭陀影絵（三越劇場）
- 大寺学校（文学座アトリエ）
- 涙の谷 銀河の丘（新国立劇場）
- 無頼の女房（新宿シアタートップス） - 豊臣 役

## 監督
- 風になりたい（映画 原作・音楽・監督 ゼロ映画祭賞金受賞）
- 8:40（映画 原作・監督 福井インディーズ映画祭一期一会賞 岡山持込映画祭アンコール上映）
- サイレントコール（映画 原作・監督）
- 西方浄土（映画 脚本・監督）
- ストーンエイジ（映画 2006年劇場公開作品 原作・監督 雑誌「ぴあ」の観客満足度ランキング10位 ベストシネマ賞上半期 19位に選ばれる）
- VOiCE（映画 2006年 原案・企画・プロデュース、主演）
- 七田眞の今一番伝えたいこと（TV教育番組 全12回 2005年 - 2007年 企画・プロデュース、監督）
- 水の伝道師 江本勝（ドキュメンタリー 監督）
- ゲッター（CM 監督）
- 魂の教育（ドキュメンタリー 監督）映画 2008年劇場公開作品 ベストシネマ賞下半期 16位に選ばれる
- 数霊（販売用DVD 監督）
- 不食の時代〜愛と慈悲の少食〜（監督）映画 2010年劇場公開作品
- 祈り〜サムシンググレートとの対話〜（監督）映画 2012年劇場公開作品　ニューヨークマンハッタン国際映画祭グランプリ、カルフォルニアフィルムアワード金賞受賞、インドネシア国際平和平等映画祭優秀賞、マルベーリャ国際映画祭、インドネシア国際映画祭受賞
- 蘇生 2015年劇場公開作品
- リーディング 2018年劇場公開作品
- 蘇生Ⅱ 2019年劇場公開作品

### シリーズ一覧
1. ↑  『SEED』（2004年）、『WORLD』『3D』（2011年）、『OVER WORLD』（2012年）、『CROSSRAYS』（2019年）